# محمد صالح حاج حيدرة
محمد صالح حاج حيدرة (مواليد 24 أكتوبر 1974) عداء مسافات متوسطة بحريني. تنافس في سباق 800 متر للرجال في دورة الألعاب الأولمبية الصيفية 2000 في سيدني بأستراليا.

## روابط خارجية
- محمد صالح حاج حيدرة على موقع الاتحاد الدولي لألعاب القوى (الإنجليزية)
- محمد صالح حاج حيدرة على موقع أوليمبيديا (الإنجليزية)